# قلعیه، قنا
قلعیه (به عربی: القلعية)، روستایی از توابع شهرستان ابو تشت در استان قنا و کشور مصر است.

## جمعیت
براساس سرشماری سال ۲۰۰۶ مصر، جمعیت آن ۴۱۰۹ نفر(۲۱۱۶ مرد و ۱۹۹۳ زن) بوده‌است.